# Alfonso Domínguez
Alfonso Enrique Domínguez Maidana (født 24. september 1965 i Durazno, Uruguay) er en tidligere uruguayansk fodboldspiller (forsvarer), der mellem 1987 og 1990 spillede 31 kampe for Uruguays landshold. Han spillede blandt andet alle landets fire kampe under VM i 1990 i Italien.
På klubplan spillede Domínguez for begge Montevideo-storklubberne CA Peñarol og Nacional, samt den mindre klub Huracán Buceo. Han var også tilknyttet River Plate i Argentina.